# トリスタン・レイク・リーブ
トリスタン・レイク・リーブ（Tristan Lake Leabu, 1999年8月19日 - ）は、アメリカ合衆国の俳優、元子役。キリスト教徒。

## フィルモグラフィ

### 映画
- スーパーマン リターンズ（2006年） - ロイス・レインの子供 役

### テレビ映画
- サイコハウス（英語版）（2007年）

### テレビシリーズ
- HAWAII FIVE-0 - S3#11イーサン 役